# 예겐스토르프역
예겐스토르프역(독일어: Bahnhof Jegenstorf)은 스위스 베른주 예겐스토르프 지자체에 있는 기차역이다. 이 역은 베른-졸로투른 지역교통의 1,000mm 미터궤 졸로투른-보르프라우펜선의 중간역이다.

## 운행편
다음 서비스가 예겐스토르프에 정차한다.
- 레기오익스프레스 : 베른과 졸로투른 사이를 30분 간격으로 운행
- 베른 S-반 S8 : 베른까지 15분 간격으로 운행